# Blows Against the Empire
| Recensione              | Giudizio            |
| ----------------------- | ------------------- |
| AllMusic                | [ 2 ]               |
| Robert Christgau        | C+                  |
| Sputnikmusic            | 3.5 (Great)         |
| Ondarock                | (Disco consigliato) |
| Dizionario del Pop-Rock | [ 6 ]               |
| 24.000 dischi           | [ 7 ]               |

Blows Against the Empire è un album in studio di Paul Kantner e dei Jefferson Starship, pubblicato nel novembre del 1970.

## Storia
È il primo album dove compare il nome Jefferson Starship, un nome che Kantner e Grace Slick avrebbero poi usato per una nuova band che nacque dopo che Jack Casady e Jorma Kaukonen lasciarono i Jefferson Airplane.

## Trama
L'album è un concept che narra, attraverso le singole canzoni, un viaggio cosmico di una comunità hippie su di un'astronave, delusi da un pianeta Terra ormai in preda a caos, guerre, razzismo, consumismo e capitalismo sfrenato, per cercare un pianeta disabitato da colonizzare con l'intenzione di creare nuove generazioni di pace e amore.
Il primo brano Mau Mau (Amerikon) inizia con un deciso coro per proseguire con una tagliente chitarra elettrica e la voce scatenata di Paul Kantner (supportata qua e là da Grace Slick e da altri componenti Jefferson), il
testo è in sostanza la condanna alle vecchie generazioni che detengono il potere politico-militare, l'ultima parte della canzone è un'auspicata speranza che le nuove generazioni si sveglino dal loro torpore.
Il secondo brano intitolato The Baby Tree è una folk ballad che racconta di una fantasiosa isola in cui nascono bambini sugli alberi e dove gli adulti raccolgono solo quelli che cadono col sorriso, banjo e chitarra la fanno da padrone.
Let's Get Together è l'inno d'addio al pianeta Terra, musicalmente è quasi un ritorno al periodo dei Jefferson Airplane, è caratterizzato da un potente e pregevole coro.
A Child Is Coming, quarto brano, può avere un doppio significato, il primo come concept album è per il ripopolamento del nuovo pianeta appena colonizzato, il secondo più autobiografico per la Slick in quanto in quel periodo era in dolce attesa, la caratteristica del brano sono le chitarre sapientemente distorte ed i controcanti.
Hijack è il racconto del dirottamento dell'astronave verso il loro viaggio interstellare e quello che si lasciano alle spalle del pianeta Terra, chitarra acustica e pianoforte in primo piano e grandi giochi di canti, e cori.
Con Home finalmente l'astronave giunge a destinazione, il brano dura circa solo 37 secondi ed è interamente costituito da una serie di effetti sonori.
Have You Seen the Stars Tonite, riflessiva e visionaria canzone sulle infinità astrali, ancora una prova corale del gruppo.
XM al pari di Home è un pezzo costituito da effetti sonori.
La conclusiva Starship può essere considerato un inno elogiativo al nuovo pianeta appena colonizzato, in primo piano il pianoforte della Slick ed il costante coro di tutto il gruppo.

## Tracce
Lato A
1. Mau Mau (Amerikon) – 6:33 (Paul Kantner, Grace Slick, Joey Covington)
2. The Baby Tree – 1:42 (Rosalie Sorrels)
3. Let's Go Together[10] – 4:11 (Paul Kantner)
4. A Child Is Coming – 6:15 (Paul Kantner, Grace Slick, David Crosby)

Lato B
1. Sunrise – 1:54 (Grace Slick)
2. Hijack – 8:18 (Paul Kantner, Grace Slick, Marty Balin, Gary Blackman)
3. Home – 0:37 (Paul Kantner, Phil Sawyer, Graham Nash)
4. Have You Seen the Stars Tonite? – 3:42 (Paul Kantner, David Crosby)
5. XM – 1:22 (Paul Kantner, Phil Sawyer, Jerry Garcia, Mickey Hart)
6. Starship – 7:07 (Paul Kantner, Grace Slick, Marty Balin, Gary Blackman)

Edizione CD del 2005, pubblicato dalla RCA Records (82876 67974 2)
1. Mau Mau (Amerikon) – 6:37 (Paul Kantner)
2. The Baby Tree – 1:44 (Rosalie Sorrels)
3. Let's Go Together – 4:21 (Paul Kantner)
4. A Child Is Coming – 6:18 (Paul Kantner, Grace Slick, David Crosby)
5. Sunrise – 1:54 (Grace Slick)
6. Hijack – 8:18 (Paul Kantner, Grace Slick, Marty Balin, Gary Blackman)
7. Home – 0:37 (Paul Kantner, Phil Sawyer, Graham Nash)
8. Have You Seen the Stars Tonite? – 3:43 (Paul Kantner, David Crosby)
9. X-M – 1:25 (Paul Kantner, Phil Sawyer,Jerry Garcia, Mickey Hart)
10. Starship – 7:02 (Paul Kantner, Grace Slick, Marty Balin, Gary Blackman)
11. Let's Go Together – 4:21 (Paul Kantner) – Bonus track - Versione con testo alternativo
12. Sunrise – 1:21 (Grace Slick) – Bonus track - demo acustico di Grace Slick, traccia 8
13. Hijack – 7:02 (Paul Kantner, Grace Slick, Marty Balin, Gary Blackman) – Bonus track - Demo acustico di Paul Kantner, traccia 5
14. SFX – 2:02 (Paul Kantner, Phil Sawyer, Jerry Garcia, Mickey Hart) – Bonus track - Effetti sonori utilizzati in XM
15. Starship – 10:09 (Paul Kantner, Grace Slick, Marty Balin, Gary Blackman) – Bonus track - Live

- Brani: #11, #12, #13, #14 e #15 inediti.
- Il brano Starship contiene tre sottotracce e fu registrato dal vivo il 14 settembre 1970 al Fillmore West di San Francisco (California)

## Formazione
- Paul Kantner — voce, chitarre elettriche e acustiche, banjo, bass machine
- Grace Slick — piano, voce
- Jerry Garcia — banjo in Let's Go Together, pedal steel guitar in Have You Seen the Stars Tonite?, effetti sonori e voce in XM, chitarra solista in Starship
- Bill Kreutzmann — batteria in Let's Go Together
- Mickey Hart — percussioni in Have You Seen the Stars Tonite?, effetti sonori e voce in XM
- Joey Covington — batteria e voce in Mau Mau, conga in Hijack
- Jack Casady — basso in A Child Is Coming e Sunrise
- David Crosby — voce e chitarra in A Child Is Coming and Have You Seen the Stars Tonite?, armonie vocali in Starship
- Graham Nash — conga in Hijack, effetti sonori in Home, armonie vocali in Starship
- David Freiberg — armonie vocali in Starship
- Harvey Brooks — basso in Starship
- Peter Kaukonen — chitarra solista in Mau Mau
- Phil Sawyer — effetti sonori in Home e XM

Crediti
- Paul Kantner — produttore, design
- CCCP — copertina
- Patti Landres — libro
- Jim Goldberg — spazio, design, tutto il lavoro
- Tony Nagamuma — titolo
- Allan Zentz, Maurice, Graham Nash, David Crosby, Phill Sawyer, Bob Shoemaker — ingegneri del suono
- Grazie a Kurt Vonnegut, Robert A. Heinlein, Michael Cooney, Jean Genet, Mike Lipskin, Buckminster Fuller, Theodore Sturgeon, A. A. Milne, John Lear and The Bear